# Übereisenbach
Übereisenbach település Németországban, Rajna-vidék-Pfalz tartományban. Lakosainak száma 53 fő (2023. december 31.). Übereisenbach Parc Hosingen és Gemünd községekkel határos.

## Népesség
A település népességének változása:
| Lakosok száma | 53   | 57   | 60   | 54   | 46   | 51   | 53   |
|               | 1975 | 2010 | 2017 | 2019 | 2021 | 2022 | 2023 |